# ادیسون (کنتاکی)
ادیسون، کنتاکی (به انگلیسی: Addison, Kentucky) در ایالات متحده آمریکا است که در کنتاکی واقع شده‌است.

## خصوصیات
ادیسون ۱۲۸٫۰۲ متر بالاتر از سطح دریا واقع شده‌است.